# František Max
František Max (16. listopadu 1895 Libáň – 18. března 1969 Praha) byl český malíř vedut a krajin.

## Život
Vychodil reálnou školu v Jičíně, načež odešel na studia architektury při ČVUT do Prahy, kde navštěvoval ateliér kreslení vedený malířem Oldřichem Blažíčkem a Adolfem Liebscherem mladším. Souběžně začal studovat na Akademii výtvarných umění pod vedením Jana Preislera. Záhy si vyvinul svébytný, lehce rozpoznatelný styl, který v průběhu života již příliš nezměnil. Pracoval s pastózní malbou a výraznou barevností olejových barev; široké tahy štětcem či špachtlí jsou pro něj typické. Často do malby ryl i obráceným koncem štětce. Pro jeho tvorbu je charakteristický rychlý, expresivní styl práce, který podtrhuje i náležitá barevnost.
Ač žil a tvořil převážně v hlavním městě, často se vracel do rodného Jičínska, kde se věnoval zpracování tamních námětů: Libáňský kostel, cukrovar, hrad a zámek Staré Hrady se opakují napříč celou jeho tvorbou, podobně jako pražské veduty. Pohledy do ulic Kampy, Řásnovky, Malé Strany či Hradčan odráží i jeho setrvalý zájem o architekturu, které se nicméně od 30. let již profesně nevěnoval, nýbrž se upnul na malířskou práci. K jeho přechodu od architektury k malířství přispěla také ekonomická krize a smrt jeho zaměstnavatele Otakara Nekvasila, po níž na počátku 30. let odešel ze stavební firmy Nekvasil. První výstavu uspořádal v roce 1935, zejména ve 30. a 40. letech často vystavoval zejména v pražských galeriích, mj. v Mazačově galerii či v galerii Rubešově, která fungovala na pražské Národní třídě č. 37. Již roce 1938 mj. kritika ocenila "hybný a citlivý rukopis, který se rozehrává v malebné imprese".
František Max zůstal poměrně stranou hlavních uměleckých proudů. Byl svérázným malířem-samotářem, který se nikdy pevně nepřipojil k žádné umělecké skupině. Přesto byl už ve své době prodávaným a oceňovaným malířem.
V roce 2020 vydalo Regionální muzeum a galerie Jičín první obsáhlejší publikaci věnovanou přehledu jeho tvorby. Právě toto muzeum opatruje patnáctku Maxových olejů, které bývají průběžně vystavovány. Poslední výstava byla Františku Maxovi uspořádána od 12. dubna do 19. května 2019, a to v prostorách Zámecké galerie v Jičíně.